# Alice Fenyves-Rosenberg
Alice (Aliza) Fenivesh-Rosenberg (Budapest (Hongria), 19 de març de 1912 o 1914 - 19 de març, 1973), va ser una violista, violinista i professora israeliana.

## Biografia
Alice Fenyves (Fenyves) va néixer a Budapest, on va completar els seus estudis a l'Escola Superior de Música d'Hongria, avui anomenada Acadèmia de Música Franz Liszt Durant un breu temps va tocar a l'orquestra municipal de Budapest, i el 1936 va emigrar a Israel com a part del projecte de contractació de Bronislaw Huberman per a "The establishment of the Israel Philharmonic Orchestra" i va tocar a la secció de viola de La Filharmònica des del seu primer any fins a 1951. Alice Panivash va ser la primera violinista de l'orquestra i va actuar amb ella i amb les principals orquestres d'Europa.
L'any 1938 es va unir com a segon violí a un quartet de corda, el Quartet israelià, fundat pel seu germà, el violinista Laurent Panivash, juntament amb Aden Partosh (viola) i Laszlo Vienza (violoncel) (el lloc de Vienza el va ocupar posteriorment la violoncel·lista Thelma Yelin), i el 1957 Alexander Tal Laurent Panibus com a primer violinista, quan Panibus va emigrar a Suïssa), el 1946, aquest grup es va unir al compositor Alexander Boskovich i a la pianista Ilona Vincze-Krausz per establir el Conservatori de Música de Tel Aviv Israel.
S. Panivash va ser professora de violí i viola i també va ensenyar solfeig al Conservatori de Música del qual va ser sòcia fundadora. Entre els seus alumnes hi ha Kinneret Miriam Fried.
Panibus es va casar amb Rudolf Rosenberg abans d'immigrar a Israel. Van viure primer a Tel Aviv i després a Ramat Gan. Va morir l'any 1973 i va ser enterrada al cementiri el sud.